# Fumani Shilubana
Fumani N Shilubana es un actor, director y productor sudafricano. Es conocido por su actuación en las películas Zama Zama, My Father's War y Kalushi: The Story of Solomon. Es el fundador de FatherFigureZA, una fundación que busca integrar al hombre nuevamente en la unidad familiar.

## Biografía
Shilubana nació el 22 de marzo de 1980 en Shiluvana, Limpopo, Sudáfrica. Su padre era director de la escuela primaria de Mlungisi y su madre, enfermera en el Hospital Shiluvana. Tiene dos hermanas menores y un hermano mayor.

## Carrera profesional
Es conocido por su papel como productor y actor en la telenovela Giyani: Land of Blood. Después de la conclusión de esa serie, produjo y dirigió la serie Mafanato.
También ha participado en las series de televisión: Soul City, Generations e Isidingo. Por lo general, en televisión se expresa en tsonga, su lengua materna.
Shilubana debutó como director con Khomelela, una película que él mismo creó, coescribió y produjo. Recaudó R40 000 para la película y filmó el 95% en Hlovani River Lodge y el resto en Nkowankowa Township. La película se proyectó en Nkowankowa Community Hall.

## Premios y nominaciones
Fue nominado en 2005 a los premios Naledi Theatre como Mejor actor de reparto en Relativity "Township Stories".
En 2010 fue honrado con un Premio de la Comunidad Mama Beka por llevar a su tribu y su idioma tsonga en los principales medios de comunicación.
Fue nominado como Mejor Actor en los premios FAME de 2016.

## Filmografía
| Año     | Título                                 | Rol                   | Tipo                     | Ref.          |
| ------- | -------------------------------------- | --------------------- | ------------------------ | ------------- |
| 2006    | Hillside Season 1                      | Detective Nataniel    | Serie de televisión      | [ 12 ]        |
| 2006    | Soul City Season 7                     | Dumisani              | Serie de televisión      | [ 13 ]        |
| 2006    | Flashes From A Township Life           | Madala                | Cortometraje             |               |
| 2007    | Death of a Queen Season 1              | Tsaroga               | Serie de televisión      | [ 14 ]        |
| 2008    | Hillside Season 2                      | Detective Nataniel    | Serie de televisión      |               |
| 2009    | Generations - temporada 1              | Dr Mokhethi           | Soap Opera               | [ 15 ]        |
| 2010    | Muvhango                               | Abogado Molale        | Soap Opera               |               |
| 2010    | eKasi: Our Stories - temporada 2       | Emmanuel              | Película para televisión | [ 16 ]        |
| 2011    | Ga Re Dumele - Season 2                | Mayor                 | Sitcom                   | [ 17 ]        |
| 2011-13 | Isidingo                               | Mayor                 | Soap Opera               | [ 18 ]        |
| 2012    | Over My Dead Body                      | Svara Makoti          | Película para televisión | [ 19 ]        |
| 2012    | Zama Zama                              | Babylon               | Película                 | [ 20 ]        |
| 2013    | Mj Records                             | Productor             | Sitcom                   |               |
| 2013    | Naledi                                 | Lebohang              | Serie de televisión      | [ 21 ]        |
| 2013    | Regrets                                | Simon                 | Película para televisión |               |
| 2013    | Skeem Saam 2                           | Ntsako                | Soap Opera               |               |
| 2013    | High Rollers                           | Joe                   | Serie de televisión      |               |
| 2013    | Let Heaven Wait                        | Mountain              | Sitcom                   | [ 22 ]        |
| 2013    | Mzansi Love                            | Jefe                  | Película para televisión |               |
| 2014    | Thola 1                                | Rudzani Makwarela     | Serie de televisión      | [ 23 ]        |
| 2015    | The Message                            | Nkosi                 | Película para televisión | [ 24 ]        |
| 2015    | Zabalaza (2013) - Season 3             | Oficial               | Telenovela               |               |
| 2015    | The Mayor                              | Inversor principal    | Serie de televisión      |               |
| 2016    | The Last Face                          | No acreditado         | Película                 |               |
| 2016    | Kalushi: The Story of Solomon Mahlangu | Lucas Mahlangu        | Película                 | [ 25 ]        |
| 2016    | My Father's War                        | Floyd                 | Película                 | [ 26 ]        |
| 2016    | Sokhulu & Partners                     | Ndumiso Mthunzi       | Serie de televisión      |               |
| 2016    | Isibaya Season 3                       | Doctor                | Telenovela               |               |
| 2016    | Sounds of Silence                      | Joe Mazo              | Cortometraje             |               |
| 2016    | The Last Tango                         | Kalala                | Cortometraje             |               |
| 2016    | One Hundred Lives                      | Alguacil Mamabolo     | Cortometraje             |               |
| 2017    | Thola 2                                | Rudzani Makwarela     | Serie de televisión      | [ 27 ]        |
| 2017    | Saints and Sinners                     | Zwelethu              | Serie de televisión      |               |
| 2017    | Z'bondiwe - temporada 3 (The Chase)    | Vinnie                | Serie de televisión      |               |
| 2017    | Bone of My Bones                       | Detective Maswanganyi | Serie de televisión      |               |
| 2017    | End of The Line                        | Samuel                | Cortometraje             | [ 28 ]        |
| 2018    | Guilt                                  | Ezekiel Mokgopa       | Serie de televisión      | [ 29 ]        |
| 2018    | Isithembiso Season 1                   | Mr Mboweni            | Telenovela               | [ 30 ]        |
| 2019    | Giyani: Land of Blood                  | Vukosi Moyo           | Telenovela               | [ 31 ]        |
| 2019    | Good Omens                             | No acreditado         | Serie de televisión      |               |
| 2020    | Mafanato 1                             | Percy Hlungwane       | Serie de televisión      | [ 32 ] [ 33 ] |
| 2020    | Five Tiger                             | Melusi                | Cortometraje             | [ 34 ]        |
| 2021    | Giyani: Land of Blood                  | Vukosi Moyo           | Telenovela               |               |